# Orphan Black
Orphan Black er en canadisk sci-fi tv-serie med engelsk tale.
Serien er oprindeligt sendt på den canadiske kanal, Space, men bliver også sendt på BBC America. Orphan Black blev også sendt på DR3, men blev taget af, fordi danske kanaler skal have rettigheder til at sende udenlandske programmer i fjernsynet.

## Koncept
Skuespileren Tatiana Maslany spiller/spillede 28 forskellige kloner ( Sarah Manning, Elizabeth Childs, Kadja Obinger, Janika Zingler, Aryanna Giordanno, Danielle Fournier, Alison Hendrix, Cosima Niehaus, Helena, Rachel Duncan, Jeniffer Fitzimons, Tony Sawicki, Niki Lintula, Sofia Jensen, Justyna Buzek, Krystal Goderitch, Veera Suominen (M.K) m.m. Det meste af tiden er hun Sarah Manning, Cosima Niehaus, Alison Hendrix og Helena. Som tingene udvikler sig, prøver de fleste af klonerne at arbejde sammen for at finde ud af hvor de kommer fra (sæson 1).

## Handling
Sarah Manning ser klonen Elizabeth "Beth" Childs begå selvmord, Sarah overtager Beths identitet for at tage alle hendes penge, men det viser sig, at Beth er politibetjent, og derfor bliver Sarah blandet ind i hendes problemer, og finder snart ud af, at hun bliver overvåget af Beths kæreste, Paul, som arbejder for DYAD Institute, som er et videnskabs firma, der blandt andet har noget med klonerne at gøre. Sarah Manning møder Helena der er helt forblændet i troen på gud det er også hende der har dræbt de andre kloner. Helena bliver hele tiden bildt ind at hun er den oprindelige, dermed er alle de andre bare kloner af hende. men en dag møder Sarah hendes biologiske mor, hun fik tvillinger og overgav den ene til kirken og den anden til staten. Er det Sarah og Helena der er de oprindelige?